# Pod Lubomierzem
Pod Lubomierzem – część wsi Kępanów w Polsce położona w województwie małopolskim, w powiecie bocheńskim, w gminie Łapanów.
W latach 1975–1998 Pod Lubomierzem należała administracyjnie do województwa tarnowskiego.